# Estimfal (mitologia)
Estimfal (en grec antic Στύμφαλος) va ser segons la mitologia grega, un rei de l'Arcàdia, un dels cinc fills d'Èlat i de Laòdice, filla de Cíniras.
És l'heroi epònim de la ciutat d'Estimfal, que es troba al Peloponès, prop del llac del mateix nom, on vivien les Estimfàlides, que van protagonitzar un dels dotze treballs d'Hèracles. Va tenir diversos fills, Agamedes, Gortis, Argelau, i una filla, Partènope, que li va donar un fill a Hèracles, Everes.
Estimfal va defensar l'Arcàdia dels atacs de Pèlops, i en sortia sempre victoriós, fins a un dia que Pèlops, veient que no aconseguiria res per les armes, va fingir reconciliar-se amb ell i el va matar durant un banquet. El va esquarterar i va disseminar els seus membres.
Una tradició antiga el feia marit d'Ornis i pare de les estimfàlides, que Hèracles matà per haver donat hospitalitat als Moliònides.